# Salfo Soré dit Jah Press
Salfo Soré, plus connu sous le pseudonyme de Jah Press, est un promoteur culturel, journaliste et entrepreneur burkinabè, né le 3 avril 1968 à Zitenga. Il est principalement connu pour être le fondateur et commissaire général des Kundé, une cérémonie annuelle de récompenses musicales au Burkina Faso.

## Biographie
Salfo Soré est né le 3 avril 1968 à Zitenga, dans la province de l'Oubritenga au Burkina Faso. Il a passé une partie de son enfance en Côte d'Ivoire, où il a fréquenté l'école primaire et secondaire à Dabou et Grand-Lahou. Il retourne au Burkina Faso en 1989 pour terminer ses études secondaires au Lycée Philipe Zinda Kaboré à Ouagadougou, où il obtient son baccalauréat série D.
Après le lycée, il entame des études de droit à l'Université de Ouagadougou, mais sa passion pour le show-biz le pousse à se lancer dans une carrière de journaliste et de promoteur culturel. Il commence sa carrière médiatique en 1990 à la radio multimédia, puis anime l'émission "Vibrations nocturnes" sur radio énergie. Parallèlement, il anime l'émission "National Show" sur la télévision nationale burkinabè.

## Carrière

### Débuts dans le show-biz
Jah Press a commencé sa carrière dans le show-biz en tant que journaliste et animateur radio. Après des stages en France à l'Institut national de l'audiovisuel (INA) sur le management et la gestion des radios de proximité, il devient directeur des programmes puis directeur général de la radio Ouaga FM, qu'il contribue à positionner comme l'une des radios les plus populaires du Burkina Faso.

### Création des Kundé
En 2001, Jah Press lance les Kundé, une cérémonie de récompenses musicales destinée à célébrer et valoriser les artistes burkinabè et africains. L'idée des Kundé remonte à 1996, sous le nom initial de "Balafons d'Or". Après une rencontre avec le ministre de la Culture de l'époque, Mahamoudou Ouédraogo, le projet est rebaptisé "Kundé", en référence à une guitare à trois cordes commune à plusieurs ethnies du Burkina Faso.
Les Kundé sont rapidement devenus l'événement musical le plus prestigieux du pays, récompensant des artistes dans diverses catégories, dont le Kundé d'or, la plus haute distinction.

### Bizart Productions
En 2001, Jah Press fonde Bizart Productions, une structure spécialisée dans l'organisation d'événements culturels et la promotion de spectacles. Grâce à cette structure, il organise des événements majeurs tels que la remise du drapeau aux Étalons du Burkina Faso avant la CAN 2004, les 20 ans des éditions Sidwaya, et des concerts d'artistes internationaux comme Alpha Blondy et Fally Ipupa,.

## Distinctions et reconnaissance
Jah Press a reçu de nombreuses distinctions pour son engagement en faveur de la culture et de la musique burkinabè. En 2018, il est décoré Chevalier de l'ordre du mérite burkinabè et est élu meilleur promoteur culturel ouest-africain. En 2017, il est désigné "Personnalité FAMA de l'année" lors des Faso Music Awards.

## Vie personnelle
En 2021, il est intronisé Naaba Têg Ré, chef coutumier du village de Tampouy-Yarcé, dans la commune de Zitenga, région du Plateau central au Burkina Faso.